# Головинская колонна
Голо́винская коло́нна — памятник в Твери, воздвигнутый в 1867 году на средства горожан в память о строительстве Головинского вала, построенного на средства главы города А. Ф. Головинского и защищавшего жителей Затьмачья от наводнений.
Колонна три раза меняла своё местонахождение; первоначально она была установлена на месте бывшей Старицкой заставы (в начале Головинского вала), затем была перенесена к церкви Николы на другой конец вала; в 1960-е годы она в связи со строительством обелиска Победы была помещена между мостами через Тьмаку, в настоящее время находится на набережной реки Тьмаки в непосредственной близости от Покровской церкви.
Памятник представляет собой тёмногранитную (мраморную?) колонну с четырёхгранным верхом и металлическим шаром наверху. Первоначально, шар этот был медным, однако, в настоящее время он утрачен и заменен новым. Надпись в верхней части памятника гласит:

«Валъ Головинскій. Валъ построенъ иждивеніемъ Тверского Городского Головы Потомственнаго Почётнаго Гражданина и Кавалера Алексъя Федоровича Головинскаго».